# Rhinus
Rhinus is een geslacht van weekdieren uit de klasse van de Gastropoda (slakken).

## Soorten
- Rhinus argentinus (Ancey, 1901)
- Rhinus botocudus Simone & Salvador, 2016
- Rhinus ciliatus (Gould, 1846)
- Rhinus constrictus (L. Pfeiffer, 1841)
- Rhinus durus (Spix, 1827)
- Rhinus evelinae Leme, 1986
- Rhinus felipponei (Ihering, 1928)
- Rhinus heterogrammus (Moricand, 1836)
- Rhinus heterotrichus (Moricand, 1836)
- Rhinus koseritzi (Clessin, 1888)
- Rhinus longisetus (Moricand, 1846)
- Rhinus obeliscus F. Haas, 1936
- Rhinus ovulum (Reeve, 1849)
- Rhinus pubescens (Moricand, 1846)
- Rhinus rochai (Baker, 1913)
- Rhinus scobinatus (Wood, 1828)
- Rhinus suturalis (Baker, 1914)
- Rhinus taipuensis (Baker, 1914)
- Rhinus thomei (Weyrauch, 1967)
- Rhinus velutinohispidus (Moricand, 1836)